# Esteban Gini
Esteban Gini (Quilmes, Buenos Aires, Argentina; 14 de julio de 1989) es un piloto argentino de automovilismo. Inició su carrera deportiva compitiendo en categorías de nivel nacional de la República Argentina, debutando en el año 2010 en la Clase 2 del Turismo Pista. A partir del año 2011, comenzó a competir en las divisionales inferiores de la Asociación Corredores de Turismo Carretera, en la que lograría un vertiginoso ascenso, entre ese año y 2013, donde sucesivamente compitió en TC Pista Mouras, TC Mouras y TC Pista. Tuvo también participaciones a nivel internacional, al debutar en el año 2013 en la Porsche Supercup y en la Blancpain Endurance Series GT3. Tras regresar a su país, volvería a competir en la divisional TC Pista, donde se proclamaría campeón en el año 2015, alcanzando el ascenso a la divisional Turismo Carretera para el año 2016.

## Biografía
La carrera deportiva de Esteban Gini se iniciaría en el kart en el año 2009, pasando a debutar en el automovilismo profesional en el año 2010, cuando tuviera su debut en la categoría Turismo Pista, donde tomara partido en la Clase 2 compitiendo al comando de un Fiat Uno. En su única incursión en esta divisional, terminaría el campeonato en la 18.ª colocación, con 14 unidades.
Sus horizontes pronto cambiarían de rumbo en el año 2011, cuando decidiera cambiar de categoría y de estilo de manejo, ya que con su ingreso a la divisional TC Pista Mouras de la ACTC, pasaba de competir con tracción delantera, a pilotear vehículos de tracción trasera y mayor porte. En su año debut dentro de la divisional, Gini se estrenaría al comando de un Dodge Cherokee que contara con atención de Oscar Fineschi y Claudio Garófalo, a la vez de conformar la estructura GT Racing Team, en sociedad con su ocasional compañero de equipo Emmanuel Tufaro. En su primera incursión al comando de esta clase de vehículos, Gini demostraría rápida adaptación, alcanzando su única victoria en la categoría, en la quinta fecha del campeonato, llegando a clasificarse a la etapa de definición del torneo y culminando el mismo en la novena ubicación. Estos antecedentes serían necesarios y suficientes como para que la ACTC le termine otorgando el ascenso a la divisional TC Mouras para la temporada siguiente. En este mismo año y gracias a unas gestiones efectuadas por su jefe de equipo Sergio "Casiquito" Rodríguez, debutaría y desarrollaría algunas competencias en el TC Rioplatense, donde debutó y compitió al comando de un Chevrolet Chevy.
En el año 2012, Gini se estrenaría en el TC Mouras al comando de un Chevrolet Chevy inicialmente atendido por la escuadra Donto Racing, cambiando luego de la cuarta fecha por el AA Racing. Al igual que en el año anterior, Gini demostraría una rápida adaptación a la categoría alcanzando su primera victoria en la quinta fecha y clasificando una vez más a la etapa de definición. Una vez clasificado, la etapa de Play Off lo mostraría como uno de los firmes candidatos al título, peleando palmo a palmo el cetro con Juan José Ebarlín entre otros. A pesar de haber superado a Ebarlín en la cantidad de triunfos obtenidos (3 de Gini contra 2 de Ebarlín), poco pudo hacer para evitar que el piloto de Benito Juárez se lleve el cetro, culminando finalmente en la segunda colocación de la eliminatoria y en el cuarto lugar del torneo. Aquella definición quedaría en el recuerdo por verse empañada debido al accionar de un individuo que al inicio de la competencia, arrojaría un elemento punzante a uno de los neumáticos del coche de Gini, quien aun así se daría el gusto de cerrar el torneo ganando la última final del año. Todos estos antecedentes deportivos volverían a inclinar la balanza a su favor y terminaría por ser nuevamente tenida en la consideración de las autoridades de la ACTC para recibir un nuevo ascenso, en este caso a la divisional TC Pista.
El 2013 sería el año con mayor actividad por parte de Gini en su carrera deportiva. En esta temporada, el quilmeño tendría un resonante debut en la divisional TC Pista llevándose el triunfo nada más ni nada menos que en su primera carrera dentro de la divisional, volviendo a demostrar adaptación en una nueva divisional de la ACTC. Sin embargo, tras haber disputado las primeras cuatro fechas del calendario, decidiría establecer un alto en su incursión dentro de esta categoría, al aceptar el desafío de competir por primera vez a nivel internacional. Y fue así que tras ese breve paso por el TC Pista, terminaría encaminando su rumbo hacia el exterior, donde debutaría el 11 de mayo de 2013 en el Circuit de Catalunya, con un abandono como resultado final. Al mismo tiempo y durante su paso por Europa, recibiría una importante invitación para participar en una competencia de la Blancpain Endurance Series, donde su equipo de la Porsche Supercup, el MRS GT Racing, gestionaría su participación al comando de un McLaren MP4-12C, formando equipo con el brasileño Carlos Kray y el estadounidense Rodin Younessi. Finalmente, la tripulación redondearía una gran actuación con Gini cerrando las acciones en el 19º lugar de la competencia. Finalmente y tras 4 carreras desarrolladas en la Porsche Supercup, finalmente retornaría a la Argentina donde además de retornar a competir en el TC Pista con su Chevy del AA Racing, volvería a competir también en el TC Mouras aunque por una sola fecha. Por otra parte, sobre finales del año recibiría una invitación de parte de Oscar Fineschi para  competir en el Súper TC 2000 al comando de un Peugeot 408, sin tener la posibilidad de poder largar la competencia final.
En el 2014 continuó en el TC Pista, entrando a la Copa de Plata Río Uruguay Seguros en la última fecha dentro de "los tres de último minuto".
En el 2015 Gini compitió en el TC Pista con un Torino alistado por el Nero 53 Racing Team. Ganó el título luego de cinco victorias, siendo su primer título y el primer título de Torino en el TCP.
Debutó en el Turismo Carretera al año siguiente. .

## Trayectoria
| Año  | Categoría                             | Marca           |
| ---- | ------------------------------------- | --------------- |
| 2009 | Piloto de karts                       | Karting         |
| 2010 | Debut en la Clase 2 del Turismo Pista | Fiat Uno        |
| 2011 | Debut en TC Pista Mouras              | Dodge Cherokee  |
| 2011 | TC Rioplatense                        | Chevrolet Chevy |
| 2012 | Debut en TC Mouras                    | Chevrolet Chevy |
| 2013 | Debut en TC Pista                     | Chevrolet Chevy |
| 2013 | Porsche Supercup, 4 carreras          | Porsche 911     |
| 2013 | Blancpain Endurance Series, 1 carrera | McLaren MP4-12C |
| 2013 | TC Mouras, 1 carrera                  | Chevrolet Chevy |
| 2013 | Súper TC 2000, 1 carrera              | Peugeot 408     |
| 2014 | TC Pista                              | Chevrolet Chevy |
| 2014 | TC Pista                              | Torino Cherokee |
| 2014 | TC Mouras, 1 carrera                  | Torino Cherokee |
| 2015 | Campeón de TC Pista                   | Torino Cherokee |
| 2016 | Debut en Turismo Carretera            | Torino Cherokee |

- [1]

## Resultados

### Resultados completos TC Pista Mouras
| Año  | Equipo         | Automóvil      | Fechas | Fechas | Fechas | Fechas | Fechas | Fechas | Fechas | Fechas | Fechas | Fechas | Fechas | Fechas | Fechas | Fechas | Posición final    |
| Año  | Equipo         | Automóvil      | 01     | 02     | 03     | 04     | 05     | 06     | 07     | 08     | 09     | 10     | 11     | 12     | 13     | 14     | Posición final    |
| ---- | -------------- | -------------- | ------ | ------ | ------ | ------ | ------ | ------ | ------ | ------ | ------ | ------ | ------ | ------ | ------ | ------ | ----------------- |
| 2011 | GT Racing Team | Dodge Cherokee | LP1    | 9J1    | LP2    | LP3    | OL1    | LP4    | 9J2    | LP5    | LP6    | OL2    | LP7    | LP8    | LP9    | L10    | 9º (97.00 puntos) |
| 2011 | GT Racing Team | Dodge Cherokee | 8º     | 4º     | 5º     | 33     | 1º     | 9º     | 26     | 34     | 11     | -      | 3º     | 9º     | Ex.    | 6º     | 9º (97.00 puntos) |

### Resultados completos TC Mouras
| Año  | Equipo             | Automóvil       | Fechas | Fechas | Fechas | Fechas | Fechas | Fechas | Fechas | Fechas | Fechas | Fechas | Fechas | Fechas | Fechas | Fechas | Posición final      |
| Año  | Equipo             | Automóvil       | 01     | 02     | 03     | 04     | 05     | 06     | 07     | 08     | 09     | 10     | 11     | 12     | 13     | 14     | Posición final      |
| ---- | ------------------ | --------------- | ------ | ------ | ------ | ------ | ------ | ------ | ------ | ------ | ------ | ------ | ------ | ------ | ------ | ------ | ------------------- |
| 2012 | Donto Racing       | Chevrolet Chevy | LP1    | LP2    | 9J1    | LP3    | LP4    | OL1    | LP5    | LP6    | 9J2    | LP7    | 9J3    | LP8    | LP9    | LP10   | 4º (189.75 puntos)  |
| 2012 | Donto Racing       | Chevrolet Chevy | 17     | 14     | 9º     | NRP    |        |        |        |        |        |        |        |        |        |        | 4º (189.75 puntos)  |
| 2012 | AA Racing          | Chevrolet Chevy |        |        |        |        | 1º     | 11     | 18     | 4º     | 6º     | 5º     | 21     | 1º     | 3º     | 1º     | 4º (189.75 puntos)  |
| 2013 | AA Racing          | Chevrolet Chevy | LP1    | LP2    | 9J1    | LP3    | LP4    | OLA    | LP5    | LP6    | 9J2    | LP7    | 9J3    | LP9    | LP8    | L10    | 38.º (25.00 puntos) |
| 2013 | AA Racing          | Chevrolet Chevy | -      | -      | -      | -      | -      | -      | -      | -      | -      | 23     | -      | -      | -      | -      | 38.º (25.00 puntos) |
| 2014 | RUS Nero 53 Racing | Torino Cherokee | LP1    | OL1    | LP2    | 9J1    | LP3    | LP4    | LP5    | LP6    | 9J2    | LP7    | LP8    | OL2    | LP9    | L10    | 31 (30.50 puntos)   |
| 2014 | RUS Nero 53 Racing | Torino Cherokee | -      | -      | -      | -      | -      | -      | -      | -      | 7º     | -      | -      | -      | -      | -      | 31 (30.50 puntos)   |

### Porsche Supercup
(Clave) (negrita indica pole position) (cursiva indica vuelta rápida)

| Año     | Escudería     | 1       | 2      | 3      | 4      | 5   | 6   | 7   | 8   | 9   | Pos. | Puntos |
| ------- | ------------- | ------- | ------ | ------ | ------ | --- | --- | --- | --- | --- | ---- | ------ |
| 2013    | MRS GT-Racing | CAT Ret | MON 24 | SIL 23 | NÜR 20 | HUN | SPA | MNZ | YMC | YMC | 24.º | 0      |
| Fuente: |               |         |        |        |        |     |     |     |     |     |      |        |

### Turismo Competición 2000
| Año  | Equipo          | Auto            | 1  | 2   | 3   | 4   | 5   | 6   | 7  | 8   | 9   | 10  | 11  | 12  | 13  | Res. | Puntos |
| ---- | --------------- | --------------- | -- | --- | --- | --- | --- | --- | -- | --- | --- | --- | --- | --- | --- | ---- | ------ |
| 2011 |                 |                 | GR | SFE | SFE | SMM | SJU | RES | AG | TRH | LPL | TRE | JUN | PDF | PAR | -    | -      |
| 2011 | Fineschi Racing | Honda Civic VII |    |     |     |     |     |     |    |     | Ret |     |     |     |     | -    | -      |

### Súper TC 2000
| Año  | Equipo          | Auto          | 1  | 2   | 3   | 4   | 5  | 6   | 7   | 8   | 9  | 10 | 11  | 12  | Res. | Puntos |
| ---- | --------------- | ------------- | -- | --- | --- | --- | -- | --- | --- | --- | -- | -- | --- | --- | ---- | ------ |
| 2013 |                 |               | BA | ROS | SJU | TOA | AG | TRH | JUN | SFE | GR | LP | SMM | PDF | -    | -      |
| 2013 | Fineschi Racing | Peugeot 408 I |    |     |     |     |    |     |     |     |    |    |     | NL  | -    | -      |

## Palmarés
| Título  | Categoría | Marca           | Año  |
| ------- | --------- | --------------- | ---- |
| Campeón | TC Pista  | Torino Cherokee | 2015 |